# Paolo Piubelli
Paolo Piubelli (Negrar, 14 gennaio 1972) è un ex calciatore italiano, di ruolo centrocampista.

## Carriera
Esordisce con il Verona, in Serie B nel 1990-1991.
L'anno successivo debutta in Serie A nella stagione 1991-1992 collezionando 17 presenze retrocedendo in Serie B. Nella stagione successiva è convocato ed esordisce contro Malta con la nazionale Under-21 guidata da Cesare Maldini; durante la partita subisce un grave infortunio muscolare che lo tiene fuori dal campo per parecchi mesi. Nella stagione 1993-1994, trova poco spazio e a novembre è ceduto in prestito nella Juve Stabia con cui raggiunge e perde i play-off promozione.
All'inizio della stagione successiva, il 7 agosto 1994, durante l'amichevole estiva con il Rimini, in uno scontro di gioco subisce la rottura di tre dei quattro legamenti del ginocchio. Dopo 2 interventi e alcuni consulti con i luminari ortopedici tra cui il professor Bousquet, è costretto ad abbandonare il calcio giocato.

## Dopo il ritiro
Gestisce una ditta familiare dedita alla ferramenta e accessori per mobili, di Cerea, avviata dal padre Aldo con Rino Piubelli.

## Statistiche

### Presenze e reti nei club
| Stagione        | Squadra         | Campionato      | Campionato | Campionato | Coppe nazionali | Coppe nazionali | Coppe nazionali | Coppe continentali | Coppe continentali | Coppe continentali | Altre coppe | Altre coppe | Altre coppe | Totale | Totale |
| Stagione        | Squadra         | Comp            | Pres       | Reti       | Comp            | Pres            | Reti            | Comp               | Pres               | Reti               | Comp        | Pres        | Reti        | Pres   | Reti   |
| --------------- | --------------- | --------------- | ---------- | ---------- | --------------- | --------------- | --------------- | ------------------ | ------------------ | ------------------ | ----------- | ----------- | ----------- | ------ | ------ |
| 1989-1990       | Verona          | A               | 0          | 0          | CI              | 0               | 0               | -                  | -                  | -                  | -           | -           | -           | 0      | 0      |
| 1990-1991       | Verona          | B               | 8          | 0          | CI              | 1               | 0               | -                  | -                  | -                  | -           | -           | -           | 9      | 0      |
| 1991-1992       | Verona          | A               | 17         | 0          | CI              | 1               | 0               | -                  | -                  | -                  | -           | -           | -           | 18     | 0      |
| 1992-1993       | Verona          | B               | 10         | 1          | CI              | 5               | 0               | -                  | -                  | -                  | -           | -           | -           | 15     | 1      |
| lug.-nov. 1993  | Verona          | B               | 2          | 0          | CI              | 1               | 0               | -                  | -                  | -                  | -           | -           | -           | 3      | 0      |
| nov. 1993-1994  | Juve Stabia     | C1              | 15         | 0          | CI-C            | 0               | 0               | -                  | -                  | -                  | -           | -           | -           | 15     | 0      |
| 1994-1995       | Verona          | B               | 0          | 0          | CI              | 0               | 0               | -                  | -                  | -                  | -           | -           | -           | 0      | 0      |
| Totale Verona   | Totale Verona   | Totale Verona   | 37         | 1          |                 | 8               | 0               |                    | -                  | -                  |             | -           | -           | 45     | 1      |
| Totale carriera | Totale carriera | Totale carriera | 52         | 1          |                 | 8               | 0               |                    | -                  | -                  |             | -           | -           | 60     | 1      |

### Cronologia presenze e reti in nazionale
| Cronologia completa delle presenze e delle reti in nazionale ― Italia under 21 | Cronologia completa delle presenze e delle reti in nazionale ― Italia under 21 | Cronologia completa delle presenze e delle reti in nazionale ― Italia under 21 | Cronologia completa delle presenze e delle reti in nazionale ― Italia under 21 | Cronologia completa delle presenze e delle reti in nazionale ― Italia under 21 | Cronologia completa delle presenze e delle reti in nazionale ― Italia under 21 | Cronologia completa delle presenze e delle reti in nazionale ― Italia under 21 | Cronologia completa delle presenze e delle reti in nazionale ― Italia under 21 |
| Data                                                                           | Città                                                                          | In casa                                                                        | Risultato                                                                      | Ospiti                                                                         | Competizione                                                                   | Reti                                                                           | Note                                                                           |
| ------------------------------------------------------------------------------ | ------------------------------------------------------------------------------ | ------------------------------------------------------------------------------ | ------------------------------------------------------------------------------ | ------------------------------------------------------------------------------ | ------------------------------------------------------------------------------ | ------------------------------------------------------------------------------ | ------------------------------------------------------------------------------ |
| 16-12-1992                                                                     | La Valletta                                                                    | Malta under 21                                                                 | 0 – 1                                                                          | Italia under 21                                                                | Qual. Europeo Under-21 1994                                                    | -                                                                              |                                                                                |
| Totale                                                                         |                                                                                | Presenze                                                                       | 1                                                                              |                                                                                | Reti                                                                           | 0                                                                              |                                                                                |